# Bennes Marrel
Ne doit pas être confondu avec Marrel - Fassi, équipements pour véhicules industriels
Bennes Marrel est une société française spécialisée dans la fabrication de bennes pour remorques et semi-remorques en acier et aluminium pour le transport en vrac. Crée en 1919, elle est basée sur le site d'Andrézieux-Bouthéon dans la Loire.

## Histoire
Antoine Marrel est un mécanicien et coureur automobile. Il vit à Saint-Etienne qui est en pleine reconstruction après-guerre dans une région minière et remarque les difficultés rencontrées lors du transport du minerai et du déchargement des déblais. Antoine Marrel s’associe à Auguste Bozzaco-Colona pour concevoir et produire la première benne basculante à partir des surplus de véhicules militaires.
Les Établissements A. Marrel sont alors créés en 1919 par les deux associés. L'entreprise Marrel acquiert sa renommée en lançant sur le marché la toute première benne en bois basculante à potence et à câbles en France. L’entreprise va très vite se développer notamment grâce à ses innovations. Son nom est associé à certaines avancées technologiques qui ont fait progresser le secteur. Le premier Multibenne Marrel voit le jour au début des années 1950 : ce système révolutionnaire permet la dépose et le chargement de caissons interchangeables. Les entrepreneurs peuvent alors stocker les bennes sans bloquer le camion et transporter ensuite les bennes avec un seul véhicule.
En 2005, la société Marrel décide de séparer ses activités en deux branches distinctes :
- Marrel SA ou Marrel Hydraulique, spécialisée dans les accessoires et équipements pour camions comme les multi-bennes, les bras hydrauliques ;
- Bennes Marrel SA, spécialisée dans la construction de bennes à monter sur les camions et semi-remorques.

Marrel Hydraulique est, entre autres, l’inventeur de la multibenne, du compas et du bras hydraulique « Ampliroll ». Aujourd’hui, la société Marrel SA, filiale du groupe italien Fassi, est un des leaders d’équipements montés sur véhicules industriels.
En 2003, General Trailers dépose son bilan et les constructeurs de remorques Fruehauf et Benalu sont rachetées par le Groupe Caravelle qui revendra Fruehauf en 2007 et le groupement Benalu-Marrel est cédé à la holding Arcole Industries, filiale de Caravelle en 2009.
En 2010, Benalu rachète la société Bennes Marrel SA et les deux entités fusionnent située à Andrézieux-Bouthéon pour la fabrication de bennes en acier.
En 2015, avec un chiffre d'affaires de 65 millions d'euros en 2015 dont 35 % à l'export, le groupe Benalu-Bennes Marrel emploie plus de quatre cents salariés, a déposé plus d'une quinzaine de brevets et fabrique environ deux mille véhicules par an. Par l'innovation, Benalu s'adapte aux évolutions du marché.

## Historique de la société Marrel
- 1919 : Création des Etablissements A. Marrel par Antoine Marrel et Auguste Colonna.
- 1935 : Apparition des basculeurs hydrauliques.
- 1965 : Invention du compas Marrel.
- 1970 : Invention de l’Ampliroll.
- 1980 : Implantation de Marrel aux États-Unis.
- 1998 : Rachat de Marrel par le groupe Caravelle.
- 2005 : Séparation des activités de Marrel, création de la filiale Bennes Marrel.
- 2006 : Introduction gamme Ampliroll à potence articulée.
- 2010 :
  - Marrel vend sa filiale Bennes Marrel à Benalu.
  - Marrel devient fournisseur exclusif pour dix ans de la DGA pour équiper l’Armée française de bras Ampliroll.
- 2013 : Rachat de Marrel SA par le groupe italien CTELM / Gestioni Fassi.
- 2019 : Marrel célèbre ses cent ans.